# Bernard Plantapilosa
Bernard Plantapilosa av Toulouse, död 886, var regerande greve av Toulouse mellan 877 och 886.